# Nigel Oscar Weiss
Nigel Oscar Weiss, FRS, južnoafriški astronom in matematik, * 16. december 1936, † 24. junij 2020.
Weiss velja za vodilnega raziskovalca na področju astrofizikalne in geofizikalne dinamike tekočin.
Med letoma 2000 in 2002 je bil predsednik Kraljeve astronomske družbe.